# بطولة أوروبا لكرة الماء 1938
بطولة أوروبا لكرة الماء 1938 كان الموسم الخامس من بطولة أوروبا لكرة الماء، وجرت المنافسات في لندن المملكة المتحدة، ونظمت من قبل الاتحاد الأوروبي للسباحة.

## النتائج
| م       | المنتخب         |
| ------- | --------------- |
| ذهبية   | المجر           |
| فضية    | ألمانيا         |
| برونزية | هولندا          |
| 4       | بلجيكا          |
| 5       | إيطاليا         |
| 6       | فرنسا           |
| 7       | المملكة المتحدة |
| 8       |                 |
| 9       |                 |
| 10      |                 |